# Да Силва, Гарт
Гарт Джон да Силва (англ. Garth John da Silva; род. 28 декабря 1973, Веллингтон) — новозеландский боксёр, представитель первой тяжёлой весовой категории. Выступал за сборную Новой Зеландии по боксу во второй половине 1990-х годов, бронзовый призёр Игр Содружества наций в Куала-Лумпуре, победитель и призёр турниров национального значения, участник летних Олимпийских игр в Атланте.

## Биография
Гарт да Силва родился 28 декабря 1973 года в Веллингтоне. Рос в спортивной семье, его отец Джон да Силва — известный в Новой Зеландии борец, участник Олимпийских игр в Мельбурне.
В 1996 году Гарт вошёл в основной состав новозеландской национальной сборной и благодаря череде удачных выступлений удостоился права защищать честь страны на летних Олимпийских играх в Атланте. В зачёте первой тяжёлой весовой категории он досрочно победил ирландца Кэтела О’Грейди, но затем на стадии 1/8 финала со счётом 8:12 потерпел поражение от представителя Белоруссии Сергея Дычкова.
После Олимпиады да Силва остался в составе боксёрской команды Новой Зеландии и продолжил принимать участие в крупнейших международных турнирах. Так, в 1997 году он побывал на чемпионате мира в Будапеште, где уже в 1/16 финала уступил американцу Дэваррилу Уильямсону, в будущем известному боксёру-профессионалу.
Наибольшего успеха на взрослом международном уровне добился в сезоне 1998 года, когда в первом тяжёлом весе завоевал награду бронзового достоинства на Играх Содружества наций в Куала-Лумпуре. Боксировал на чемпионате мира 1999 года в Хьюстоне, где в 1/16 финала был остановлен представителем Узбекистана Русланом Чагаевым.